# Pacto Tripartite
O Pacto Tripartite, ou Pacto do Eixo, foi assinado em Berlim em 27 de setembro de 1940, durante a Segunda Guerra Mundial, pelos representantes da Alemanha Nazista, da Itália fascista e do Império do Japão, e formalizou a aliança conhecida como Eixo. Esse acordo serviu também como substituto ao Pacto Anticomintern de 1936. Hitler achava que com esse acordo fosse possível intimidar os Estados Unidos e tentar mantê-lo como país neutro durante a guerra mas, na prática, acabou legitimando a entrada dos Estados Unidos no conflito europeu, quando este declarou guerra ao Japão, após o ataque japonês a Pearl Harbor.
O pacto recebeu ainda a adesão da Romênia em 23 de novembro de 1940. A Bulgária aderiu em 1 de março de 1941, pouco antes de ser invadida pelas forças nazistas. O Reino da Hungria foi o quarto estado a assinar o pacto e o primeiro a aderir a ele após 27 de setembro de 1940. Em 25 de março de 1941, em Viena, Dragiša Cvetković, o primeiro-ministro do Reino da Iugoslávia, assinou o Pacto Tripartite. O Estado Independente da Croácia (Nezavisna Država Hrvatska, ou NDH), criado a partir de alguns antigos territórios da Iugoslávia conquistada, assinou o Pacto Tripartite em 15 de junho de 1941. Em 14 de março de 1939, a República Eslovaca foi declarada em meio ao desmembramento da Tchecoslováquia. No dia 24 de novembro de 1940, um dia depois que a Romênia assinou o pacto, o primeiro-ministro eslovaco e ministro das relações exteriores, Vojtech Tuka, foi a Berlim para se encontrar com Ribbentrop e assinou a adesão da Eslováquia ao Pacto Tripartido.

## Antecedentes
Embora a Alemanha e o Japão tenham se tornado tecnicamente aliados com a assinatura do Pacto Anti-Comintern de 1936, o Pacto Molotov-Ribbentrop de 1939 entre a Alemanha e a União Soviética foi uma surpresa para o Japão. Em novembro de 1939, a Alemanha e o Japão assinaram o "Acordo de Cooperação Cultural entre Japão e Alemanha", que restaurou a "aliança relutante" entre eles. 

## Texto

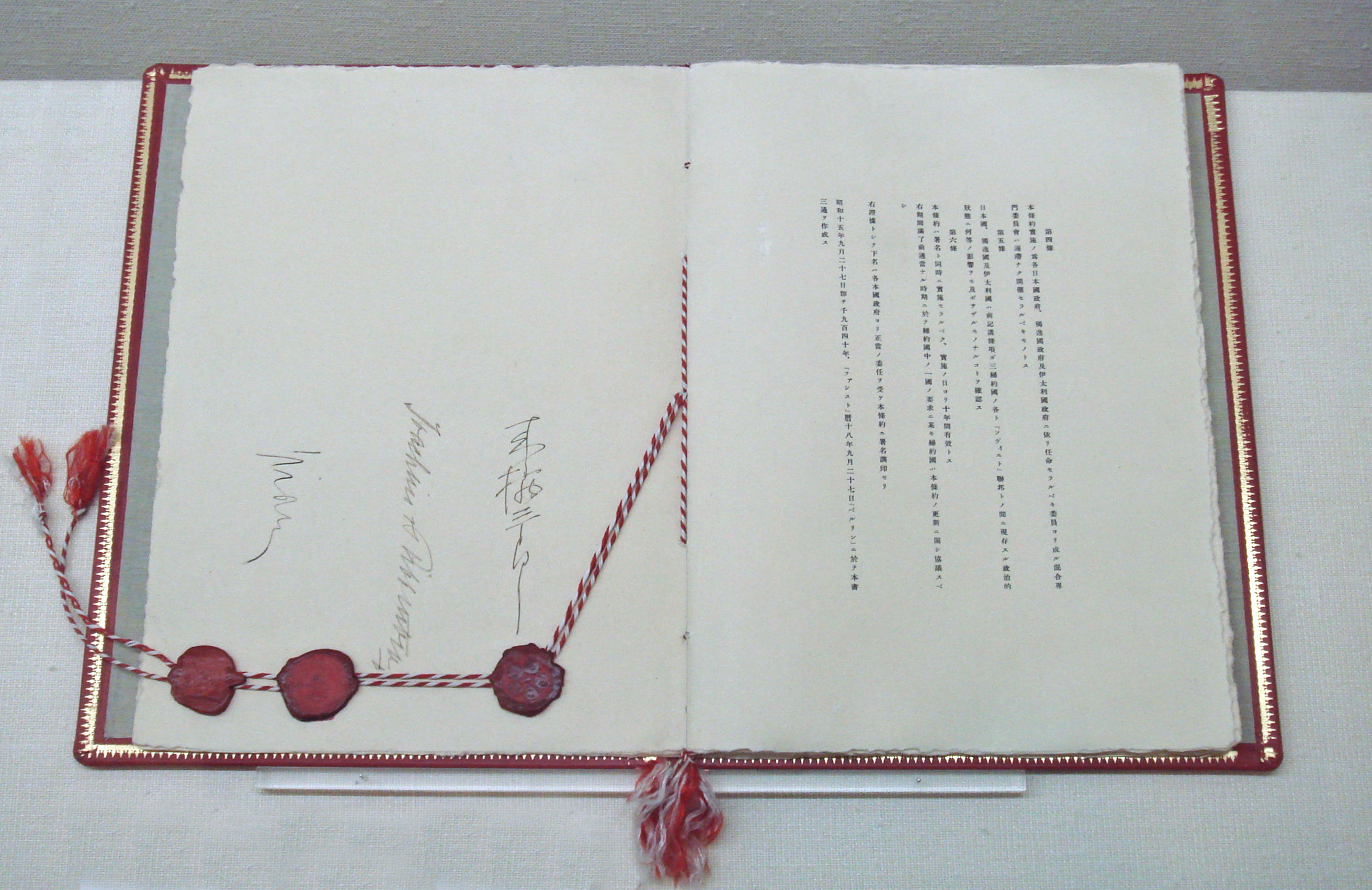
Versão japonesa do Pacto Tripartido, 27 de setembro de 1940
Os governos do Japão, Alemanha e Itália consideram como condição precedente de qualquer paz duradoura que todas as nações do mundo tenham seu próprio lugar, decidiram apoiar e cooperar uns com os outros em seus esforços no Grande Leste Asiático e as regiões da Europa, respectivamente, nas quais o objetivo principal é estabelecer e manter uma nova ordem de coisas, calculada para promover a prosperidade e o bem-estar mútuos dos povos interessados. Além disso, é o desejo dos três governos estender a cooperação a nações em outras esferas do mundo que estão inclinadas a direcionar seus esforços em linhas semelhantes às suas, com o propósito de realizar seu objetivo final, a paz mundial. Consequentemente, os governos do Japão, Alemanha e Itália concordaram com o seguinte:
ARTIGO 1. O Japão reconhece e respeita a liderança da Alemanha e da Itália no estabelecimento de uma nova ordem na Europa.
ARTIGO 2. A Alemanha e a Itália reconhecem e respeitam a liderança do Japão no estabelecimento de uma nova ordem no Grande Leste Asiático.
ARTIGO 3. Japão, Alemanha e Itália concordam em cooperar em seus esforços nas linhas acima mencionadas. Eles ainda se comprometem a ajudar uns aos outros com todos os meios políticos, econômicos e militares se uma das Potências Contratantes for atacada por uma Potência que não esteja atualmente envolvida na Guerra Europeia ou no conflito Japonês-Chinês.
ARTIGO 4. Com vista à implementação do presente pacto, comissões técnicas conjuntas, a serem nomeadas pelos respectivos Governos do Japão, Alemanha e Itália, reunir-se-ão sem demora.
ARTIGO 5. Japão, Alemanha e Itália afirmam que o acordo acima em nada afeta o status político existente atualmente entre cada uma das três Potências Contratantes e a Rússia Soviética.
ARTIGO 6º O presente pacto entrará em vigor imediatamente após a sua assinatura e vigorará dez anos a partir da data em que entrar em vigor. Em devido tempo, antes de expirar o referido prazo, as Altas Partes Contratantes, a pedido de qualquer uma delas, iniciarão negociações para sua renovação.
Em fé do que, os abaixo assinados, devidamente autorizados por seus respectivos governos, assinaram o presente pacto e nele apuseram suas assinaturas.
Feito em triplicado em Berlim, aos 27 dias do mês de setembro de 1940, no 19º ano da era fascista, correspondendo ao 27º dia do nono mês do 15º ano de Showa (reinado do Imperador Hirohito).

## Relações tripartidas, 1940-1943

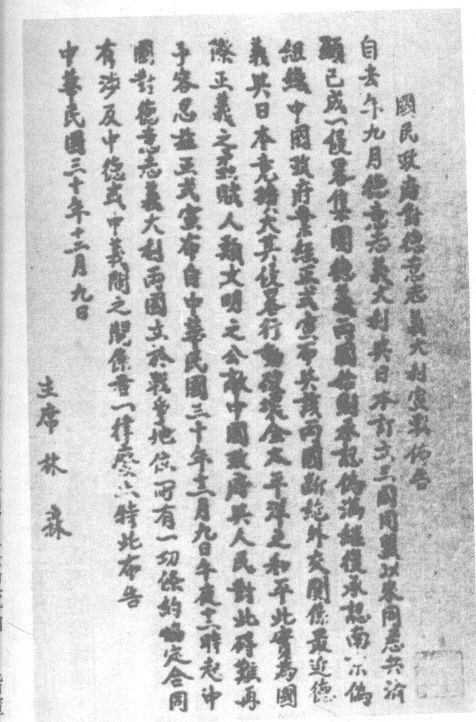
A declaração de guerra da China (9 de dezembro de 1941) foi feita com base no fato de que o Pacto Tripartite uniu os aliados "em um bloco de Estados agressores trabalhando juntos para realizar seu programa comum de conquista e dominação mundial"

As "comissões técnicas conjuntas" exigidas pelo pacto foram estabelecidas por um acordo de 20 de dezembro de 1940. Deviam consistir em uma comissão geral em cada capital, composta pelo ministro das Relações Exteriores do anfitrião e os outros dois embaixadores dos sócios. Sob a comissão geral, deveriam ser comissões militares e econômicas. Em 15 de dezembro de 1941, ocorreu a primeira reunião das três comissões em uma capital, Berlim, denominada "Conferência do Pacto Tripartite". Decidiu-se ali formar um "Conselho Permanente de Poderes do Pacto Tripartite", mas nada aconteceu durante dois meses. Apenas os italianos, de quem os japoneses não confiavam, pressionavam por maior colaboração.
Em 18 de janeiro de 1942, os governos alemão e italiano assinaram dois acordos operacionais secretos: um com o Exército Imperial Japonês e outro com a Marinha Imperial Japonesa. Os acordos dividiram o mundo ao longo de 70 ° de longitude leste em duas zonas operacionais principais, mas quase não tiveram significado militar. Principalmente, comprometeu os poderes de cooperação em matéria de comércio, inteligência e comunicação.
Em 24 de fevereiro de 1942, o Conselho Permanente se reuniu sob a presidência de Ribbentrop, que anunciou que "o efeito de propaganda é um dos principais motivos de nossas reuniões". Os representantes criaram uma comissão de propaganda e então suspenderam indefinidamente. A comissão militar em Berlim se reuniu apenas duas ou três vezes em 1943, e não houve nenhuma conversa naval trilateral. A Alemanha e o Japão conduziram discussões navais separadas, e a Itália consultou os japoneses de forma independente para seu ataque planejado a Malta em 1942.
A relação econômica entre as potências tripartidas estava repleta de dificuldades. O Japão não faria concessões econômicas à Alemanha em 1941 por medo de que arruinasse suas negociações com os Estados Unidos. Em janeiro de 1942, as negociações sobre cooperação econômica começaram, mas um acordo só foi assinado em 20 de janeiro de 1943 em Berlim. A Itália foi convidada a assinar um acordo semelhante em Roma, na mesma época, para fins de propaganda, mas nenhum dos protocolos suplementares de Berlim se aplicava às relações ítalo-japonesas.

## Acordo de "nenhuma paz separada"
O Japão pressionou pela primeira vez a Alemanha para entrar na guerra com os Estados Unidos em 2 de dezembro de 1941, apenas dois dias depois de notificar Berlim de sua intenção de ir à guerra. Sem receber resposta, o Japão abordou a Itália. Às 04h00 da manhã de 5 de dezembro, Ribbentrop deu ao embaixador japonês uma proposta, que havia sido aprovada pela Itália, para se juntar à guerra e processá-la em conjunto. Em 11 de dezembro de 1941, mesmo dia da declaração de guerra alemã contra os Estados Unidos e da declaração italiana, as três potências assinaram um acordo, já firmado em 8 de dezembro, barrando qualquer paz separada com os Estados Unidos ou a Grã-Bretanha. Era "um acompanhamento de propaganda da declaração de guerra". 

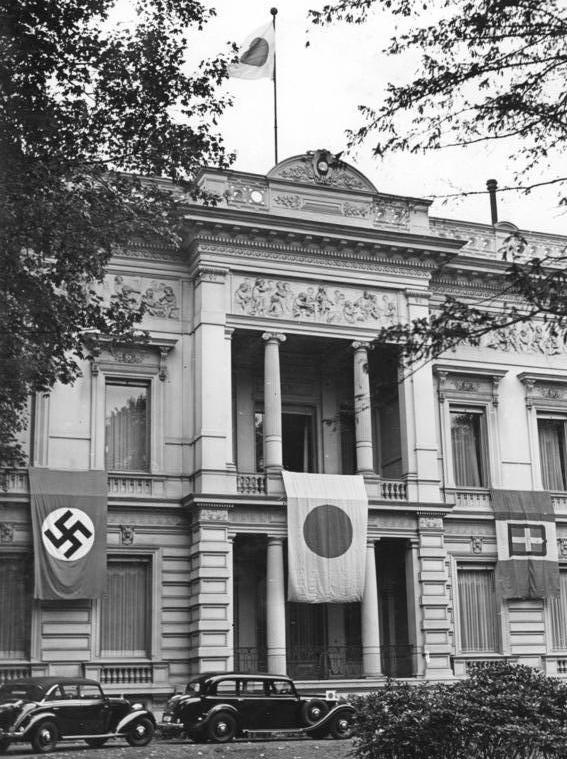
A embaixada japonesa em Berlim usou as bandeiras dos três signatários do Pacto Tripartido em setembro de 1940

ARTIGO I. Itália, Alemanha e Japão conduzirão doravante em comum e conjuntamente uma guerra que lhes foi imposta pelos Estados Unidos da América e Inglaterra, por todos os meios à sua disposição e até o fim das hostilidades.
ARTIGO II. Itália, Alemanha e Japão se comprometem, cada um por si, a que nenhuma das partes do presente acordo conclua o armistício ou a paz, seja com os Estados Unidos ou com a Inglaterra, sem um acordo completo e recíproco [dos três signatários deste pacto].
ARTIGO III. Itália, Alemanha e Japão, mesmo após a conclusão vitoriosa desta guerra, colaborarão estreitamente no espírito do Pacto Tripartite, concluído em 21 de setembro de 1940, para realizar e estabelecer uma nova ordem equitativa no mundo.

ARTIGO IV. O presente acordo entra em vigor imediatamente na data de sua assinatura e permanece em vigor durante a vigência do Pacto Tripartite, assinado em 27 de setembro de 1940. As altas partes contratantes deste acordo, em momento oportuno, acordarão entre si as formas de implementar o Artigo III acima. deste acordo.

## Legado
Como a aliança defensiva sob o pacto nunca foi invocada, e como os principais signatários estavam amplamente separados entre a Europa e a Ásia, limitando a cooperação entre os signatários europeus e asiáticos, o impacto do Pacto foi limitado. O historiador Paul W. Schroeder o descreveu como rápido declínio a partir de uma "posição de importância no final de 1940 a um de existência meramente nominal no final de 1941" e como "praticamente inoperante" em dezembro de 1941. No entanto, o Pacto provou ser útil para persuadir o povo americano de que o Japão estava agindo em aliança com a Alemanha. A acusação de que o Pacto era parte de um esforço para coordenar a agressão e alcançar a dominação mundial também fazia parte do caso movido contra os líderes nazistas em Nuremberg. Da mesma forma, os Julgamentos de Crimes de Guerra de Tóquio também se concentraram no estabelecimento de comissões técnicas mistas entre Alemanha, Japão e Itália como evidência de que o Pacto começou a funcionar logo depois de ser assinado e mostrou apoio mútuo na agressão sob o pacto, embora essas comissões nunca realmente funcionou.